# یواس‌اس گرنت کانتی (ال‌اس‌تی-۱۱۷۴)
یواس‌اس گرنت کانتی (ال‌اس‌تی-۱۱۷۴) (به انگلیسی: USS Grant County (LST-1174)) یک کشتی بود که طول آن ۴۴۶ فوت (۱۳۶ متر) بود. این کشتی در سال ۱۹۵۶ ساخته شد.